# 283
Évszázadok: 2. század – 3. század – 4. század
Évtizedek: 230-as évek – 240-es évek – 250-es évek – 260-as évek – 270-es évek – 280-as évek – 290-es évek – 300-as évek – 310-es évek – 320-as évek – 330-as évek
Évek: 278 – 279 – 280 – 281 –  282 – 283 – 284 – 285 – 286 – 287 – 288

## Események

### Római Birodalom
- Carus császárt és fiát, Carinust választják consulnak.
- Carus hadjáratra indul a belharcok miatt meggyengült Szászánida Birodalom ellen. Idősebbik fiára, Carinusra bízza a birodalom nyugati felének kormányzását, míg kisebbik fiát, Numerianust magával viszi. Útközben az Al-Dunánál legyőzi a fosztogató kvádokat és szarmatákat.
- Carinus megszervezi Gallia védelmét, majd Rómába utazik, ahol tivornyázó, önkényeskedő életmódot folytat: megbünteti azokat akik korábban tiszteletlenek voltak vele és állítólag kilencszer házasodik és válik el.
- II. Bahrám szászánida király rokona, Hormizd lázadása miatt nem tud hatékonyan védekezni a római támadás ellen, hadserege a mai Afganisztán területén van lekötve. Carus meghódítja Mezopotámiát, átkel a Tigrisen és a perzsa fővárost, Ktésziphónt is elfoglalja. A császár felveszi a Persicus Maximus címet.
- Carust egy vihar után holtan találják a sátrában, állítólag villám csapott belé. Az istenek haragjától félő római csapatok visszavonulnak és Numerianus feladja a hódításokat.
- A császár halálhírére fellázad Pannonia kormányzója, Marcus Aurelius Iulianus.
- Meghal Eutükhianosz pápa. Utódja Caius.[1]

## Születések
- Vercelli Szent Özséb

## Halálozások
- december 7. – Eutükhianosz pápa[1]
- Carus római császár (* 223)

## Fordítás
- Ez a szócikk részben vagy egészben  a(z)   283 című angol Wikipédia-szócikk ezen változatának fordításán alapul.  Az eredeti cikk szerkesztőit annak laptörténete sorolja fel. Ez a jelzés csupán a megfogalmazás eredetét és a szerzői jogokat jelzi, nem szolgál a cikkben szereplő információk forrásmegjelöléseként.